# Porcos dançantes
Na segurança de computadores, o problema dos Porcos dançantes (também conhecido como o problema dos coelhos dançantes) é uma afirmação sobre atitudes de usuários relativos a segurança de computador: que usuários inicialmente preferem atributos sem considerar segurança, e portanto a segurança deve ser desenhada para que o sistema não faça perguntas ao usuário tecnicamente ignorante. O termo é originado em uma afirmação feita por Edward Felten e Gary McGraw:
| “ | Dada [aos usuários] a escolha entre porcos dançantes e segurança, eles escolherão porcos dançantes todas as vezes | ” |

Bruce Schneier expande essa afirmação da seguinte maneira:
| “ | Se o Usuário comum clica em um botão que promete porcos dançantes em seu monitor e ao invés disso recebe uma mensagem de segurança descrevendo os perigos potenciais do applet — ele escolherá porcos dançantes ao invés da segurança computacional algum dia. Se o computador pergunta a ele com um aviso como: "O applet Porcos Dançantes pode conter código malicioso que por danificar permanentemente seu computador, roubar sua poupança e o impossibilitar de ter filhos.", ele clicará no OK sem ao menos ler a mensagem]. Trinta segundos depois ele nem lembrará que a tela de aviso sequer existiu. | ” |

Os revisores dos guias de segurança da Mozilla declaram:
| “ | Muitos dos usuários potenciais são usuários inexperientes no uso de computadores, que não entendem os riscos envolvidos no uso de conteúdo interativo da Web. Isto significa que nós devemos confiar no julgamento dos usuários tão pouco quanto possível." | ” |

## Suporte experimental
Um estudo sobre phishing descobriu que pessoas realmente preferem animais dançantes a segurança. O estudo mostrou aos participantes um número de sites de phishing, incluindo um copiado da página inicial do Bank of the West:
| “ | Para muitos participantes, o desenho bonito, o nível de detalhes e o fato de que o site não pedem muitas informações foram os fatores mais convincentes. Dois participantes mencionaram o vídeo de um Urso em animação que aparece no topo da página foram convincentes "por que dariam muito trabalho para copiar". Participantes em geral acharam esta animação atraente e muitos recarregaram a página somente para ver de novo a animação. | ” |